# Leto II Atreides
Leto II Atreides (conocido como el Dios Emperador) es un personaje del libro Hijos de Dune escrito por Frank Herbert. Es uno de los personajes más interesantes y carismáticos de la saga, ya que es el reflejo de lo más horrendo y, a la vez, lo más hermoso del ser humano, una dualidad que será su maldición, y que marcará su destino.
Hijo de Paul Atreides y de Chani, hermano mellizo de Ghanima Atreides, accederá al trono tras asumir una simbiosis con los gusanos de arena de Arrakis cubriendo su piel con truchas de arena, lo que le convierte en un ser invulnerable, de fuerza y longevidad sobrehumanas. De ese modo iniciará la Senda de Oro, estableciendo un imperio durante más de tres mil años, en el que política y religión se unirán para forzar una paz continua e ininterrumpida, la Paz de Leto. La reacción del imperio a su desaparición será el retorno al caos, una hambruna que conduce a la humanidad a una diáspora por el universo, La Dispersión, asegurando la supervivencia de la raza humana.
En la miniserie de televisión Hijos de Dune (2003) el personaje es interpretado por el actor James McAvoy.

## Sobre el personaje

### El mesías de Dune
El personaje aparece hacia el final de la segunda novela de la saga, hijo de Paul Atreides, Emperador del Universo Conocido, y su concubina Chani. Debido al tratamiento contraceptivo que la princesa Irulan, esposa oficial de Paul, administró subrepticiamente a Chani, durante su embarazo esta se vio forzada a consumir grandes cantidades de melange, por lo que Leto y su hermana melliza Ghanima son pre-nacidos, o sea, con la capacidad de acceder a las Otras Memorias, las innumerables vidas de sus antepasados en su interior, y prescientes, lo que les permitirá ver las incontables tramas de diversos futuros. 
Fallecida Chani durante el parto, y después de quedar ciego Paul en un ataque tleilaxu, el pequeño Leto muestra parte de sus futuros poderes cuando su padre, enfrentado al danzarín rostro Scytale, utiliza su visión para localizarlo y matarlo.

### Hijos de Dune
Al ser huérfanos, la tutoría de Leto y Ghanima pasará a su tía Alia Atreides, hermana de Paul, e Irulan Corrino, la esposa oficial de Paul como Emperador, quienes cuidarán de ambos hasta su mayoría de edad, cuando Leto, al ser el varón, ascendería al trono como el nuevo Emperador. Sin embargo, pasan 9 años y no todo sigue un curso apacible. Alia comienza a ser lentamente poseída por el viejo Barón Vladimir Harkonnen, quien la obliga a conspirar contra la vida de los gemelos para asegurar el poder de su regencia, cada vez más caótica y fanática, mientras Wensicia Corrino, hermana de Irulan, planea atentar directamente contra la vida de los hermanos. Ninguna de las dos cuenta con que los hermanos Atreides tienen sus propios planes. Leto y Ghanima ven en el transcurso de los tiempos la pronta decadencia y muerte de la raza humana. La decisión de su padre de avalar la Jihad de Muad'Dib no pudo evitar este destino; habría que tomar una decisión, y esa era la Senda de Oro. 
Las visiones de Leto lo guían al misterioso y legendario Sietch Jacurutu, donde encontrará una respuesta aún sin descifrar. Pero hay un problema: Alia. Sus constantes conspiraciones jamás permitirán a los gemelos dicha búsqueda. Sin embargo, un atentado fallido contra la vida de ambos será su oportunidad. Leto fingirá su muerte, y Ghanima, gracias a una ancestral técnica de manipulación mental, borrará de su mente la huida de su hermano, dándole por muerto.
Mientras Leto es capturado por la gente de Jacurutu (entre los que se encuentra Gurney Halleck por órdenes de Dama Jessica) y sometido al trance de la especia, Ghanima es comprometida en matrimonio con Farad`n Corrino, el hijo de Wensica a quien se le atribuyó el atentado contra su hermano. El plan de Alia es simple: Ghanima, en su rabia, asesinará a Farad'n el día de la boda, atrasando la ascensión al trono o incluso impidiéndola, pero algo arruinará las malvadas intenciones de la regente.
Tras varias sobredosis de especia, Leto ve una única salida para la humanidad: su sacrificio. Para que la Senda de Oro funcione, la Humanidad necesita un ser más fuerte que ella que la guíe con vara de hierro. Con más Especia en el cuerpo de la que puede soportar en un intento de escape, se deja fusionar con las truchas de arena, tendiendo su cuerpo y dejándose absorber, creando un nuevo ser, ni humano, ni gusano: una criatura indestructible, longeva, y de una fuerza y velocidad descomunales, resultado de las alianzas mentales de Leto con sus antepasados, las truchas y él mismo.
Con sus nuevos poderes, y dado por muerto, Leto comenzó una serie de sabotajes contra la regencia. Como resultado, la transformación de la atmósfera en Arrakis se retrasará al menos 200 años. Pero eso no fue lo más increíble: Leto irrumpirá en la boda de su hermana, destronando a Alia, casi completamente poseída por el Barón, lo que detonará en el suicidio de esta y su ascensión al poder, donde se autoproclamará Dios Emperador. Su hermana se casa con él, pero tendrá hijos con Farad`n Corrino (Harq al-Ada).

### Dios emperador de Dune
La fusión de Leto con las truchas alargará su vida durante 4000 años, pero no todo será bueno: durante ese tiempo, su cuerpo mutará hasta convertirse en gusano de arena. Una vez completado el ciclo, las truchas abandonarán su cuerpo para convertirse en una nueva especie de gusano de arena. A partir de entonces, la única especia en el Universo será la que Leto produzca, lo que le dará el total monopolio de esta.
Tras su ascensión al poder, pasarán los milenios, y todo el plan urdido por Leto y Ghanima, ya muerta, es llevado a cabo. Los Atreides que descienden de Farad'n y Ghanima son parte de una planificación genética supervisada por el propio Leto, y en mínima parte por la Bene Gesserit, pero siempre mueren.
La soledad de Leto le lleva a exigir a la Bene Tleilax unos Gholas de Duncan Idaho para hacerle compañía, pero siempre terminan volviéndose en su contra. Los siglos pasan, y Leto está solo. Como él mismo dirá de sí: "soy la representación de todo lo viejo y obsoleto en este Universo".
En el año 3500 de su mandato, Leto, ya prácticamente un gusano, encuentra nuevas emociones en su monótona longevidad: Siona Atreides, descendiente directa de su plan genético, es la primera criatura en el universo que se oculta al oráculo de la presciencia, y Hwi Noree, un experimento Ixiano bajo orientación de la Bene Tleilax creado para seducir al Dios Emperador. El viejo gusano, emocionado por primera vez en milenios, decide contraer matrimonio por segunda vez en su vida con Hwi, pero no cuenta con un factor que arruinará sus planes: Duncan Idaho. Si bien Leto destina al nuevo Duncan como pareja de Siona, no puede evitar que este se enamore de Hwi. Cuando Idaho conoce su compromiso con Leto, decide detenerlo a toda costa. Junto a la Joven Atreides, Duncan conspira contra el gusano de forma infalible, destruyendo el puente al altar por donde cruza el carro nupcial de Leto el día de su boda, cayendo toda la delegación al vacío, incluida la novia, para desgracia de Idaho.
El ancestral Atreides cae al río donde las truchas de arena, por acción del agua, lo repelen, dándole una lenta y dolorosísima muerte. Los últimos momentos de Leto son para Siona y Idaho, quienes lo ven morir luchando contra sus incontables memorias internas, que en el último momento rompen su alianza al verse amenazadas por la muerte.
La muerte de Leto II Atreides da como resultado tiempos de hambruna y anarquía en el Imperio, que darán pie al fenómeno llamado la Dispersión: los humanos se ven obligados a huir y buscar nuevas esperanzas en el Universo desconocido, tal como está planeado en la Senda de Oro: darle un nuevo motivo a la Humanidad para vivir. El legado de Leto está completo. 
Mientras, la paulatina transformación del clima en Arrakis hace volver a un nuevo gusano de arena, tal y como lo predijo Leto alguna vez.

## Referencia bibliográfica
- Frank Herbert, El Mesías de Dune. Ediciones Debolsillo: Barcelona, 2003. ISBN 978-84-9759-667-1
- Frank Herbert, Hijos de Dune. Ediciones Debolsillo: Barcelona, 2003. ISBN 978-84-9759-432-5
- Frank Herbert, Dios Emperador de Dune. Ediciones Debolsillo: Barcelona, 2003. ISBN 978-84-9759-748-7

- Datos: Q304741